# 鏡天満宮

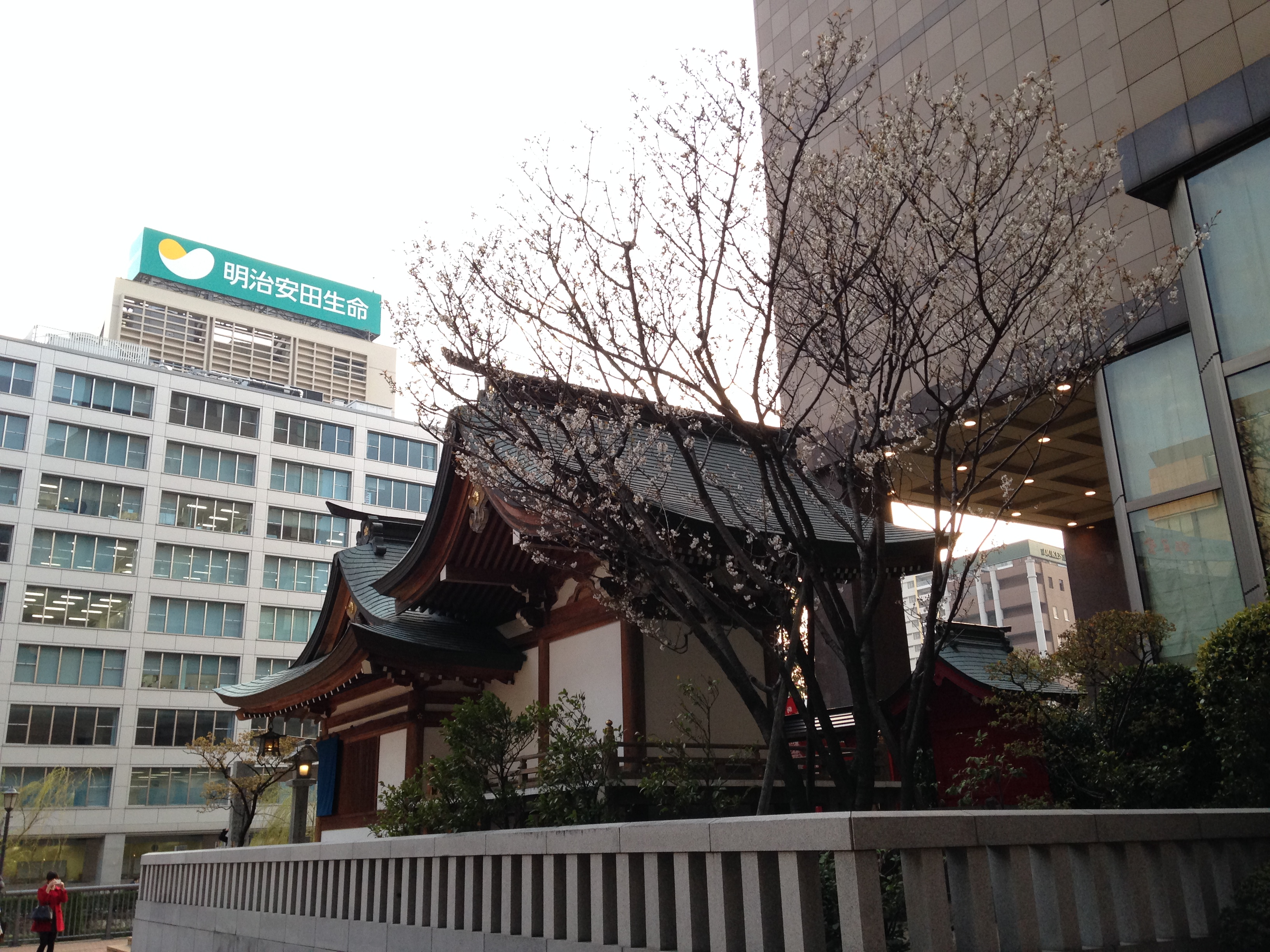
鏡天満宮(東側よりの撮影)

鏡天満宮（かがみてんまんぐう）は、福岡県福岡市博多区川端にある神社（天満宮）である。
鎮座地は菅原道真が博多に到着した時に鏡で姿を映した場所と伝えられ、そのときの鏡を神体とすることから「鏡天満宮」という社名になった。

## 周辺アクセス
- 博多リバレイン